# Saint-Sornin-Lavolps
Saint-Sornin-Lavolps é uma comuna francesa na região administrativa da Nova Aquitânia, no departamento de Corrèze. Estende-se por uma área de 15,36 km². Em 2010 a comuna tinha 869 habitantes (densidade: 56,6 hab./km²).